# Teodor Ateist
Teodor (4. stoljeće pr. Kr.), grčki književnik i filozof, Aristipov učenik.
Odricao je postojanje bilo kakvih bogova, što mu je, još u ranom djetinjstvu europske filozofske misli, priskrbilo nadimak „Ateist”. Javno propagirao antidomoljubne ideje, poradi kojih je protjeran iz Atene.